# The Angriest Dog in the World
The Angriest Dog in the World (littéralement : « Le Chien le plus en colère du monde ») est une série de bande dessinée au format comic strip écrite par le cinéaste américain David Lynch. Le strip paraît toutes les semaines de 1983 à 1992 dans le Los Angeles Reader (en) et quelques autres publications alternatives américaines.
La bande dessinée a une structure immuable : un cartouche de présentation avec un texte qui décrit un chien « tellement tendu et furieux qu'il est proche de l'état de rigor mortis », trois cases identiques représentant le chien attaché à une chaîne dans le jardin d'une maison, et une quatrième case reprenant la même scène de nuit. Les seules différences entre chaque strip sont les bulles provenant de la maison, qui contiennent des dialogues absurdes, faits généralement de considérations philosophiques ou de jeux de mots .
Les réactions au strip sont très diverses. Lors d'un sondage, 20 % des lecteurs du New York Press ont répondu que c'était la partie du journal qu'ils aimaient le moins. Lorsque le Baltimore City Paper (en) a demandé à ses lecteurs s'ils voulaient que la publication continue, environ 500 se sont exprimés en faveur du maintien et 100 en faveur de l'arrêt.
Le procédé a été repris par la bande dessinée en ligne Dinosaur Comics de Ryan North,.